# Sandean Julu
Sandean Julu is een bestuurslaag in het regentschap Padang Lawas Utara van de provincie Noord-Sumatra, Indonesië. Sandean Julu telt 144 inwoners (volkstelling 2010).